# Großer Preis von Österreich 2024
Der Große Preis von Österreich 2024 (offiziell Formula 1 Qatar Airways Austrian Grand Prix 2024) fand am 30. Juni auf dem Red Bull Ring in Spielberg statt und war das elfte Rennen der Formel-1-Weltmeisterschaft 2024.

## Bericht

### Hintergründe

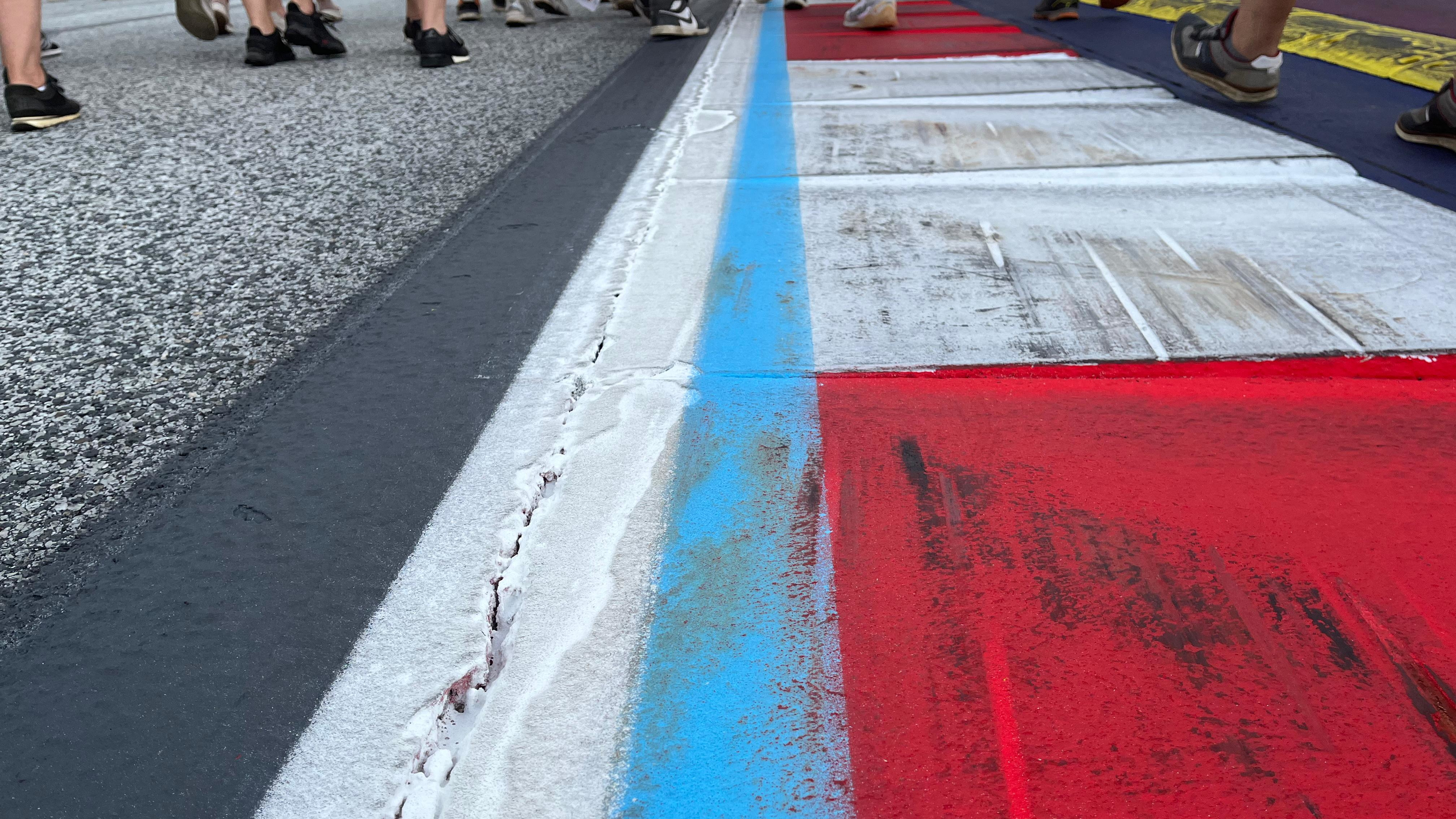
Neue Markierungen (hellblauer Streifen zwischen Track-Limit und Kerb) zur KI-unterstützten Track-Limits-Kontrolle für das aktuelle Jahr

Nach dem Großen Preis von Spanien führte Max Verstappen in der Fahrerwertung mit 69 Punkten vor Lando Norris und mit 71 Punkten vor Charles Leclerc. In der Konstrukteurswertung führte Red Bull Racing mit 60 Punkten vor Ferrari und mit 93 Punkten vor McLaren-Mercedes.
Beim Großen Preis von Österreich stellte Pirelli den Fahrern die weichsten Reifenmischungen C3 (weiß), C4 (gelb) und C5 (rot) zur Verfügung sowie für nasse Bedingungen Cinturato Intermediates (grün) und Cinturato Full-Wets (blau).
Im Rahmen des Wochenendes fand der dritte Sprint der Saison statt. Die ersten beiden fanden beim Großen Preis von China und beim Großen Preis von Miami statt.
Daniel Ricciardo bestritt sein 250. Rennwochenende.
Kevin Magnussen (zehn), Sergio Pérez, Logan Sargeant (jeweils acht), Lance Stroll (sieben), Fernando Alonso (sechs), Lewis Hamilton (vier), Esteban Ocon (drei), Verstappen, George Russell, Ricciardo, Yuki Tsunoda, Valtteri Bottas, Zhou Guanyu (jeweils zwei) und Carlos Sainz jr. (einer) gingen mit Strafpunkten ins Rennwochenende.
Mit Verstappen (viermal), Bottas (zweimal), Hamilton und Leclerc (jeweils einmal) traten vier ehemalige Sieger zu dem Grand Prix an. Zudem gewannen Verstappen und Hamilton jeweils einmal den Großen Preis der Steiermark, der 2020 und 2021 aufgrund der COVID-19-Pandemie ebenfalls auf dem Red Bull Ring ausgetragen wurde.
Als Rennkommissare für dieses Rennwochenende fungierten Felix Holter (DEU), Matthew Selley (AUS), Johnny Herbert (GBR) und Wilhelm Singer (AUT).

### Training
Im ersten und einzigen freien Training war Verstappen mit einer Zeit von 1:05,685 Minuten Schnellster vor Oscar Piastri und Leclerc.

### Sprint-Qualifying
Das Sprint-Qualifying bestand aus drei Teilen mit einer Nettolaufzeit von 30 Minuten. Im ersten Qualifying-Segment (SQ1) hatten die Fahrer zwölf Minuten Zeit, um sich für den Sprint zu qualifizieren. Alle Fahrer, die im ersten Abschnitt eine Zeit erzielten, die maximal 107 Prozent der schnellsten Rundenzeit betrug, qualifizierten sich für den Sprint. Die besten 15 Fahrer erreichten den nächsten Qualifikationsabschnitt. Verstappen war Schnellster. Ricciardo, Nico Hülkenberg, beide Kick Sauber-Fahrer und Alexander Albon schieden aus.
Der zweite Abschnitt (SQ2) dauerte zehn Minuten. Die schnellsten zehn Piloten qualifizierten sich für den dritten Teil des Qualifyings. Verstappen war erneut Schnellster. Magnussen, beide Aston Martin-Fahrer, Tsunoda und Sargeant schieden aus.
Der letzte Abschnitt (SQ3) ging über eine Zeit von acht Minuten, in denen die ersten zehn Startpositionen vergeben wurden. Verstappen erzielte mit einer Zeit von 1:04,686 Minuten die Bestzeit vor Norris und Piastri.

### Sprint
Der Sprint sollte 24 Runden lang sein, wurde dann aber aufgrund eines abgebrochenen Startvorgangs um eine Runde verkürzt.
Verstappen gewann den Sprint vor Piastri und Norris. Die restlichen Punkteplatzierungen belegten Russell, Sainz jr., Hamilton, Leclerc und Pérez. Obwohl Hülkenberg als Vierzehnter die Ziellinie überquerte, erhielt er nach dem Sprint eine Zehn-Sekunden-Zeitstrafe. Er rutschte dadurch von Platz 14 auf Platz 19.

### Qualifying
Das Qualifying bestand aus drei Teilen mit einer Nettolaufzeit von 45 Minuten. Im ersten Qualifying-Segment (Q1) hatten die Fahrer 18 Minuten Zeit, um sich für das Rennen zu qualifizieren. Alle Fahrer, die im ersten Abschnitt eine Zeit erzielten, die maximal 107 Prozent der schnellsten Rundenzeit betrug, qualifizierten sich für das Rennen. Die besten 15 Fahrer erreichten den nächsten Qualifikationsabschnitt. Sainz jr. war Schnellster. Beide Williams, Stroll und beide Kick-Sauber-Piloten schieden aus. Mit 0,798 Sekunden zwischen dem Ersten und dem Letzten war es das engste Q1 seit Einführung dieses Qualifying-Modus 2006.
Der zweite Abschnitt (Q2) dauerte 15 Minuten. Die schnellsten zehn Piloten qualifizierten sich für den dritten Teil des Qualifyings. Verstappen war Schnellster. Beide RB-Fahrer, Magnussen, Pierre Gasly und Alonso schieden aus.
Der letzte Abschnitt (Q3) ging über eine Zeit von zwölf Minuten, in denen die ersten zehn Startpositionen vergeben wurden. Verstappen erzielte mit einer Zeit von 1:04,314 Minuten die Bestzeit vor Norris und Russell. Für Verstappen war es die 40. Pole-Position in seiner Formel-1-Karriere. 
Ursprünglich qualifizierte sich Piastri auf dem dritten Platz, seine schnellste Runde wurde aber aufgrund einer Überschreitung der Streckenbegrenzung gestrichen, wodurch er auf den siebten Platz zurückfiel. McLaren protestierte gegen die Streichung von Piastris Runde, dies wurde jedoch von der FIA abgewiesen.

### Rennen
Verstappen konnte beim Start die Führung gegen Norris verteidigen, der von Russell hinter ihm unter Druck gesetzt wurde. In der ersten Kurve kollidierten weiter hinten Leclerc und Piastri, weswegen sich ersterer an der Box seinen Frontflügel wechseln lassen musste, Piastri konnte ohne Stopp weiterfahren. Hamilton überholte derweil Sainz jr. nach der ersten Kurve, verließ dabei allerdings die Strecke und musste die Position wieder an den Spanier abgegeben.
Während die ersten beiden Plätze unverändert blieben, ereigneten sich dahinter mehrere Positionswechsel. Als Verstappen und Norris in Runde 52 zu ihren letzten Boxenstopps kamen, hatte Verstappen aufgrund Problemen beim linken Hinterrad einen langsamen Stopp, was Norris ermöglichte, die Lücke zwischen den beiden, die vorher bei etwa sieben Sekunden lag, auf drei zu verkürzen. Durch einen Verbremser kam der Brite sogar bis auf eine Sekunde an den Niederländer heran und somit ins DRS-Fenster. Dieser funkte bereits einige Runden zuvor Probleme mit seinem Auto an sein Team. In Runde 59 ging Norris zunächst vorbei, verließ aber dabei die Strecke und musste die Position direkt wieder zurückgeben. In der 63. Runde versuchte es Norris dann erneut in Kurve 3 und fuhr innen rein. Verstappen blieb vorne, verließ allerdings dabei die Strecke.
In Runde 64 kollidierten die beiden schließlich in Kurve 3. Beide mussten mit einem Reifenschaden an die Box zurück, während Verstappen auf Platz 5 weiterfahren konnte, musste Norris das Rennen aufgeben. 
Russell, der bis zu diesem Zeitpunkt Dritter hinter Verstappen und Norris war, gewann das Rennen vor Piastri und Sainz jr. Es war Russells zweiter Sieg und der erste Sieg für Mercedes seit dem Großen Preis von São Paulo 2022, wo Russell seinen ersten Sieg errang. Die restlichen Punkteplatzierungen belegten Hamilton, Verstappen, Hülkenberg, Pérez, Magnussen, Ricciardo und Gasly. Verstappen erhielt für die Kollision noch eine Zehn-Sekunden-Zeitstrafe, die aber keine Auswirkung hatte, da sein Vorsprung auf Hülkenberg hinter ihm groß genug war. Norris erhielt eine Fünf-Sekunden-Zeitstrafe wegen Tracklimits, welche allerdings auch ohne Auswirkungen blieb, da er das Rennen vorzeitig beenden musste. Alonso fuhr die schnellste Rennrunde, beendete das Rennen allerdings außerhalb der ersten zehn Plätze, weswegen er keinen Punkt dafür erhielt.
In der Fahrer- und Konstrukteurswertung blieben die ersten drei Positionen unverändert.

## Meldeliste
| Team                          | Nr. | Fahrer           | Chassis                           | Motor      | Reifen |
| ----------------------------- | --- | ---------------- | --------------------------------- | ---------- | ------ |
| Oracle Red Bull Racing        | 01  | Max Verstappen   | Red Bull Racing RB20              | Honda RBPT | P      |
| Oracle Red Bull Racing        | 11  | Sergio Pérez     | Red Bull Racing RB20              | Honda RBPT | P      |
| Mercedes-AMG Petronas F1 Team | 63  | George Russell   | Mercedes-AMG F1 W15 E Performance | Mercedes   | P      |
| Mercedes-AMG Petronas F1 Team | 44  | Lewis Hamilton   | Mercedes-AMG F1 W15 E Performance | Mercedes   | P      |
| Scuderia Ferrari              | 16  | Charles Leclerc  | Ferrari SF-24                     | Ferrari    | P      |
| Scuderia Ferrari              | 55  | Carlos Sainz jr. | Ferrari SF-24                     | Ferrari    | P      |
| McLaren F1 Team               | 81  | Oscar Piastri    | McLaren MCL38                     | Mercedes   | P      |
| McLaren F1 Team               | 04  | Lando Norris     | McLaren MCL38                     | Mercedes   | P      |
| Aston Martin Aramco F1 Team   | 18  | Lance Stroll     | Aston Martin AMR24                | Mercedes   | P      |
| Aston Martin Aramco F1 Team   | 14  | Fernando Alonso  | Aston Martin AMR24                | Mercedes   | P      |
| BWT Alpine F1 Team            | 31  | Esteban Ocon     | Alpine A524                       | Renault    | P      |
| BWT Alpine F1 Team            | 10  | Pierre Gasly     | Alpine A524                       | Renault    | P      |
| Williams Racing               | 23  | Alexander Albon  | Williams FW46                     | Mercedes   | P      |
| Williams Racing               | 02  | Logan Sargeant   | Williams FW46                     | Mercedes   | P      |
| Visa Cash App RB F1 Team      | 03  | Daniel Ricciardo | RB VCARB 01                       | Honda RBPT | P      |
| Visa Cash App RB F1 Team      | 22  | Yuki Tsunoda     | RB VCARB 01                       | Honda RBPT | P      |
| Stake F1 Team Kick Sauber     | 77  | Valtteri Bottas  | KICK Sauber C44                   | Ferrari    | P      |
| Stake F1 Team Kick Sauber     | 24  | Zhou Guanyu      | KICK Sauber C44                   | Ferrari    | P      |
| MoneyGram Haas F1 Team        | 20  | Kevin Magnussen  | Haas VF-24                        | Ferrari    | P      |
| MoneyGram Haas F1 Team        | 27  | Nico Hülkenberg  | Haas VF-24                        | Ferrari    | P      |

## Klassifikationen

### Sprint-Qualifying
| Pos.                                                                       | Fahrer           | Konstrukteur                 | SQ1      | SQ2        | SQ3        | Start |
| -------------------------------------------------------------------------- | ---------------- | ---------------------------- | -------- | ---------- | ---------- | ----- |
| 01                                                                         | Max Verstappen   | Red Bull Racing-Honda RBPT   | 1:05,690 | 1:05,186   | 1:04,686   | 01    |
| 02                                                                         | Lando Norris     | McLaren-Mercedes             | 1:05,786 | 1:05,561   | 1:04,779   | 02    |
| 03                                                                         | Oscar Piastri    | McLaren-Mercedes             | 1:06,081 | 1:05,379   | 1:04,987   | 03    |
| 04                                                                         | George Russell   | Mercedes                     | 1:05,764 | 1:05,325   | 1:05,054   | 04    |
| 05                                                                         | Carlos Sainz jr. | Ferrari                      | 1:05,781 | 1:05,435   | 1:05,126   | 05    |
| 06                                                                         | Lewis Hamilton   | Mercedes                     | 1:06,504 | 1:05,539   | 1:05,270   | 06    |
| 07                                                                         | Sergio Pérez     | Red Bull Racing-Honda RBPT   | 1:06,256 | 1:05,612   | 1:06,008   | 07    |
| 08                                                                         | Esteban Ocon     | Alpine-Renault               | 1:06,343 | 1:05,686   | 1:06,101   | 08    |
| 09                                                                         | Pierre Gasly     | Alpine-Renault               | 1:06,465 | 1:05,757   | 1:06,624   | 09    |
| 10                                                                         | Charles Leclerc  | Ferrari                      | 1:06,149 | 1:05,526   | keine Zeit | 10    |
| 11                                                                         | Kevin Magnussen  | Haas-Ferrari                 | 1:06,387 | 1:05,806   | –          | 11    |
| 12                                                                         | Lance Stroll     | Aston Martin Aramco-Mercedes | 1:06,037 | 1:05,847   | –          | 12    |
| 13                                                                         | Fernando Alonso  | Aston Martin Aramco-Mercedes | 1:06,487 | 1:05,878   | –          | 13    |
| 14                                                                         | Yuki Tsunoda     | RB-Honda RBPT                | 1:06,557 | 1:05,960   | –          | 14    |
| 15                                                                         | Logan Sargeant   | Williams-Mercedes            | 1:06,518 | keine Zeit | –          | 15    |
| 16                                                                         | Daniel Ricciardo | RB-Honda RBPT                | 1:06,581 | –          | –          | 16    |
| 17                                                                         | Nico Hülkenberg  | Haas-Ferrari                 | 1:06,583 | –          | –          | 17    |
| 18                                                                         | Valtteri Bottas  | Kick Sauber-Ferrari          | 1:06,725 | –          | –          | 18    |
| 19                                                                         | Alexander Albon  | Williams-Mercedes            | 1:06,754 | –          | –          | 19    |
| 20                                                                         | Zhou Guanyu      | Kick Sauber-Ferrari          | 1:07,197 | –          | –          | 20    |
| 107-Prozent-Zeit: 1:10,288 min (bezogen auf SQ1-Bestzeit von 1:05,690 min) |                  |                              |          |            |            |       |

Anmerkungen
1. ↑  Albon musste aus der Boxengasse starten, da an seinem Wagen unter Parc-fermé-Bedingungen gearbeitet wurde.

### Sprint
| Pos. | Fahrer           | Konstrukteur                 | Runden | Stopps | Zeit      | Start |
| ---- | ---------------- | ---------------------------- | ------ | ------ | --------- | ----- |
| 01   | Max Verstappen   | Red Bull Racing-Honda RBPT   | 23     | 0      | 26:41,389 | 01    |
| 02   | Oscar Piastri    | McLaren-Mercedes             | 23     | 0      | + 4,616   | 03    |
| 03   | Lando Norris     | McLaren-Mercedes             | 23     | 0      | + 5,348   | 02    |
| 04   | George Russell   | Mercedes                     | 23     | 0      | + 8,354   | 04    |
| 05   | Carlos Sainz jr. | Ferrari                      | 23     | 0      | + 9,989   | 05    |
| 06   | Lewis Hamilton   | Mercedes                     | 23     | 0      | + 11,207  | 06    |
| 07   | Charles Leclerc  | Ferrari                      | 23     | 0      | + 13,424  | 10    |
| 08   | Sergio Pérez     | Red Bull Racing-Honda RBPT   | 23     | 0      | + 17,409  | 07    |
| 09   | Kevin Magnussen  | Haas-Ferrari                 | 23     | 0      | + 24,067  | 11    |
| 10   | Lance Stroll     | Aston Martin Aramco-Mercedes | 23     | 0      | + 30,175  | 12    |
| 11   | Esteban Ocon     | Alpine-Renault               | 23     | 0      | + 30,839  | 08    |
| 12   | Pierre Gasly     | Alpine-Renault               | 23     | 0      | + 31,308  | 09    |
| 13   | Yuki Tsunoda     | RB-Honda RBPT                | 23     | 0      | + 35,452  | 14    |
| 14   | Daniel Ricciardo | RB-Honda RBPT                | 23     | 0      | + 39,397  | 16    |
| 15   | Fernando Alonso  | Aston Martin Aramco-Mercedes | 23     | 0      | + 43,155  | 13    |
| 16   | Logan Sargeant   | Williams-Mercedes            | 23     | 0      | + 44,076  | 15    |
| 17   | Alexander Albon  | Williams-Mercedes            | 23     | 0      | + 44,673  | Box   |
| 18   | Valtteri Bottas  | Kick Sauber-Ferrari          | 23     | 0      | + 46,511  | 18    |
| 19   | Nico Hülkenberg  | Haas-Ferrari                 | 23     | 0      | + 48,423  | 17    |
| 20   | Zhou Guanyu      | Kick Sauber-Ferrari          | 23     | 0      | + 53,143  | 19    |

Anmerkungen
1. ↑  Die Sprintdistanz sollte 24 Runden lang sein, wurde dann aber aufgrund eines abgebrochenen Startvorgangs um eine Runde verkürzt.
2. ↑  Hülkenberg erhielt eine Zehn-Sekunden-Zeitstrafe, weil er Alonso in Kurve 3 von der Strecke gedrängt hatte. Er rutschte von Platz 14 auf Platz 19.

### Qualifying
| Pos.                                                                      | Fahrer           | Konstrukteur                 | Q1       | Q2       | Q3       | Start |
| ------------------------------------------------------------------------- | ---------------- | ---------------------------- | -------- | -------- | -------- | ----- |
| 01                                                                        | Max Verstappen   | Red Bull Racing-Honda RBPT   | 1:05,336 | 1:04,469 | 1:04,314 | 01    |
| 02                                                                        | Lando Norris     | McLaren-Mercedes             | 1:05,450 | 1:05,103 | 1:04,718 | 02    |
| 03                                                                        | George Russell   | Mercedes                     | 1:05,585 | 1:05,016 | 1:04,840 | 03    |
| 04                                                                        | Carlos Sainz jr. | Ferrari                      | 1:05,263 | 1:05,016 | 1:04,851 | 04    |
| 05                                                                        | Lewis Hamilton   | Mercedes                     | 1:05,541 | 1:05,053 | 1:04,903 | 05    |
| 06                                                                        | Charles Leclerc  | Ferrari                      | 1:05,509 | 1:05,104 | 1:05,044 | 06    |
| 07                                                                        | Oscar Piastri    | McLaren-Mercedes             | 1:05,311 | 1:05,070 | 1:05,048 | 07    |
| 08                                                                        | Sergio Pérez     | Red Bull Racing-Honda RBPT   | 1:05,587 | 1:05,144 | 1:05,202 | 08    |
| 09                                                                        | Nico Hülkenberg  | Haas-Ferrari                 | 1:05,596 | 1:05,262 | 1:05,385 | 09    |
| 10                                                                        | Esteban Ocon     | Alpine-Renault               | 1:05,574 | 1:05,274 | 1:05,883 | 10    |
| 11                                                                        | Daniel Ricciardo | RB-Honda RBPT                | 1:05,569 | 1:05,289 | –        | 11    |
| 12                                                                        | Kevin Magnussen  | Haas-Ferrari                 | 1:05,508 | 1:05,347 | –        | 12    |
| 13                                                                        | Pierre Gasly     | Alpine-Renault               | 1:05,598 | 1:05,359 | –        | 13    |
| 14                                                                        | Yuki Tsunoda     | RB-Honda RBPT                | 1:05,563 | 1:05,412 | –        | 14    |
| 15                                                                        | Fernando Alonso  | Aston Martin Aramco-Mercedes | 1:05,656 | 1:05,639 | –        | 15    |
| 16                                                                        | Alexander Albon  | Williams-Mercedes            | 1:05,736 | –        | –        | 16    |
| 17                                                                        | Lance Stroll     | Aston Martin Aramco-Mercedes | 1:05,819 | –        | –        | 17    |
| 18                                                                        | Valtteri Bottas  | Kick Sauber-Ferrari          | 1:05,847 | –        | –        | 18    |
| 19                                                                        | Logan Sargeant   | Williams-Mercedes            | 1:05,856 | –        | –        | 19    |
| 20                                                                        | Zhou Guanyu      | Kick Sauber-Ferrari          | 1:06,061 | –        | –        | Box   |
| 107-Prozent-Zeit: 1:09,831 min (bezogen auf Q1-Bestzeit von 1:05,263 min) |                  |                              |          |          |          |       |

Anmerkungen
1. ↑  Zhou musste aus der Boxengasse starten, da an seinem Wagen unter Parc-fermé-Bedingungen gearbeitet wurde.

### Rennen
| Pos.                                                            | Fahrer           | Konstrukteur                 | Runden | Stopps | Zeit        | Start | Schnellste Rennrunde |
| --------------------------------------------------------------- | ---------------- | ---------------------------- | ------ | ------ | ----------- | ----- | -------------------- |
| 01                                                              | George Russell   | Mercedes                     | 71     | 2      | 1:24:22,798 | 03    | 1:09,164 (48.)       |
| 02                                                              | Oscar Piastri    | McLaren-Mercedes             | 71     | 2      | + 1,906     | 07    | 1:08,697 (56.)       |
| 03                                                              | Carlos Sainz jr. | Ferrari                      | 71     | 2      | + 4,533     | 04    | 1:09,282 (56.)       |
| 04                                                              | Lewis Hamilton   | Mercedes                     | 71     | 2      | + 23,142    | 05    | 1:09,562 (61.)       |
| 05                                                              | Max Verstappen   | Red Bull Racing-Honda RBPT   | 71     | 3      | + 37,253    | 01    | 1:07,719 (68.)       |
| 06                                                              | Nico Hülkenberg  | Haas-Ferrari                 | 71     | 2      | + 54,088    | 09    | 1:10,215 (51.)       |
| 07                                                              | Sergio Pérez     | Red Bull Racing-Honda RBPT   | 71     | 2      | + 54,672    | 08    | 1:09,694 (56.)       |
| 08                                                              | Kevin Magnussen  | Haas-Ferrari                 | 71     | 2      | +1:00.355   | 12    | 1:10,125 (45.)       |
| 09                                                              | Daniel Ricciardo | RB-Honda RBPT                | 71     | 2      | + 1:01,169  | 11    | 1:10,426 (49.)       |
| 10                                                              | Pierre Gasly     | Alpine-Renault               | 71     | 2      | + 1:01,766  | 13    | 1:09,609 (45.)       |
| 11                                                              | Charles Leclerc  | Ferrari                      | 71     | 4      | + 1:07,056  | 06    | 1:09,584 (55.)       |
| 12                                                              | Esteban Ocon     | Alpine-Renault               | 71     | 2      | + 1:08,325  | 10    | 1:09,649 (45.)       |
| 13                                                              | Lance Stroll     | Aston Martin Aramco-Mercedes | 70     | 2      | + 1 Runde   | 17    | 1:10,143 (54.)       |
| 14                                                              | Yuki Tsunoda     | RB-Honda RBPT                | 70     | 2      | + 1 Runde   | 14    | 1:10,318 (54.)       |
| 15                                                              | Alexander Albon  | Williams-Mercedes            | 70     | 2      | + 1 Runde   | 16    | 1:10,364 (41.)       |
| 16                                                              | Valtteri Bottas  | Kick Sauber-Ferrari          | 70     | 2      | + 1 Runde   | 18    | 1:10,449 (48.)       |
| 17                                                              | Zhou Guanyu      | Kick Sauber-Ferrari          | 70     | 2      | + 1 Runde   | Box   | 1:10,470 (54.)       |
| 18                                                              | Fernando Alonso  | Aston Martin Aramco-Mercedes | 70     | 3      | + 1 Runde   | 15    | 1:07,694 (70.)       |
| 19                                                              | Logan Sargeant   | Williams-Mercedes            | 69     | 3      | + 2 Runden  | 19    | 1:10,406 (60.)       |
| 20                                                              | Lando Norris     | McLaren-Mercedes             | 64     | 2      | DNF         | 02    | 1:08,016 (53.)       |
| Fahrer des Tages: Lando Norris (24,6 % der abgegebenen Stimmen) |                  |                              |        |        |             |       |                      |

Anmerkungen
1. ↑  Verstappen erhielt eine Zehn-Sekunden-Zeitstrafe nach dem Rennen, da er eine Kollision mit Norris verursachte. Seine Endplatzierung wurde nicht beeinflusst.
2. ↑  Albon erhielt eine Fünf-Sekunden-Zeitstrafe, weil er die Ziellinie bei der Boxeneinfahrt überquert hatte. Er rutschte von Platz 14 auf Platz 15.

## WM-Stände nach dem Rennen
Die ersten acht des Sprints bekamen 8, 7, 6, 5, 4, 3, 2 bzw. 1 Punkt(e). Die ersten zehn des Rennens bekamen 25, 18, 15, 12, 10, 8, 6, 4, 2 bzw. 1 Punkt(e). Zusätzlich hätte es ein Punkt für die schnellste Runde gegeben, wenn der entsprechende Fahrer im Rennen unter den ersten zehn gelandet wäre.

### Fahrerwertung
| Pos. | Fahrer           | Konstrukteur                 | Punkte |
| ---- | ---------------- | ---------------------------- | ------ |
| 01   | Max Verstappen   | Red Bull Racing-Honda RBPT   | 237    |
| 02   | Lando Norris     | McLaren-Mercedes             | 156    |
| 03   | Charles Leclerc  | Ferrari                      | 150    |
| 04   | Carlos Sainz jr. | Ferrari                      | 134    |
| 05   | Sergio Pérez     | Red Bull Racing-Honda RBPT   | 118    |
| 06   | Oscar Piastri    | McLaren-Mercedes             | 112    |
| 07   | George Russell   | Mercedes                     | 111    |
| 08   | Lewis Hamilton   | Mercedes                     | 85     |
| 09   | Fernando Alonso  | Aston Martin Aramco-Mercedes | 41     |
| 10   | Yuki Tsunoda     | RB-Honda RBPT                | 19     |
| 11   | Lance Stroll     | Aston Martin Aramco-Mercedes | 17     |

| Pos. | Fahrer           | Konstrukteur        | Punkte |
| ---- | ---------------- | ------------------- | ------ |
| 12   | Nico Hülkenberg  | Haas-Ferrari        | 14     |
| 13   | Daniel Ricciardo | RB-Honda RBPT       | 11     |
| 14   | Oliver Bearman   | Ferrari             | 6      |
| 15   | Pierre Gasly     | Alpine-Renault      | 6      |
| 16   | Kevin Magnussen  | Haas-Ferrari        | 5      |
| 17   | Esteban Ocon     | Alpine-Renault      | 3      |
| 18   | Alexander Albon  | Williams-Mercedes   | 2      |
| 19   | Zhou Guanyu      | Kick Sauber-Ferrari | 0      |
| 20   | Valtteri Bottas  | Kick Sauber-Ferrari | 0      |
| 21   | Logan Sargeant   | Williams-Mercedes   | 0      |

### Konstrukteurswertung
| Pos. | Konstrukteur                 | Punkte |
| ---- | ---------------------------- | ------ |
| 01   | Red Bull Racing-Honda RBPT   | 355    |
| 02   | Ferrari                      | 291    |
| 03   | McLaren-Mercedes             | 268    |
| 04   | Mercedes                     | 196    |
| 05   | Aston Martin Aramco-Mercedes | 58     |

| Pos. | Konstrukteur        | Punkte |
| ---- | ------------------- | ------ |
| 06   | RB-Honda RBPT       | 30     |
| 07   | Haas-Ferrari        | 19     |
| 08   | Alpine-Renault      | 9      |
| 09   | Williams-Mercedes   | 2      |
| 10   | Kick Sauber-Ferrari | 0      |